# SG Wattenscheid 09
El SG Wattenscheid 09 es un equipo de fútbol de Alemania que juega en la Oberliga Westfalen, la quinta división de fútbol en el país.

## Historia
Fue fundado el 18 de septiembre de 1909 en la ciudad de Wattenscheid con el nombre Ballspiel-Verein Wattenscheid a raíz de la fusión de los equipos BV Sodalität der Wattenscheid y BV Teutonia Wattenscheid.
Militó principalmente en las ligas locales de la región hasta pasada la Segunda Guerra Mundial, cuando por una temporada jugó en la Gauliga Westfalen en 1944/45. En 1958 formó parte de la Verbandsliga Westfalen (III), siendo promovido a la Regionalliga West (II) en 1969, jugando en la entonces nueva 2. Bundesliga como un de los equipos fundadores luego de la reorganización del fútbol alemán en aquel año, pero en la década de los años 80s descendieron.
En 1990 lograron ascender a la Bundesliga, en la cual se ubicaron en el puesto 11 en su primera temporada. Pasaron 4 años en la liga más importante de Alemania, donde destacaron el triunfo ante sus rivales locales del VfL Bochum por 2-0 en 1992 y dos victorias ante el poderoso Bayern Munich en 1991 (3-2) y en 1993 (2-0). Luego del descenso pasaron 2 temporadas en la 2. Bundesliga hasta su descenso a la Regionalliga en 1996, donde jugaron un año hasta obtener el ascenso a la categoría, aunque tuvieron luego malas temporadas que lo mandaron a la Oberliga en el 2004, donde 2 descensos consecutivos lo mandaron a la Verbandsliga en 2007, donde estuvieron un año hasta que formaron parte de la recién creada Oberliga Nordrhein-Westfalen, en la que descendieron 2 años después, y retornaron a la Regionalliga West en 2012/13 tras ser subcampeón de la Oberliga Nordrhein-Westfallen.
Luego de ocho años en la cuarta división el club se declara en bancarrota el 23 de octubre de 2019 tras haber iniciado la temporada de la Regionalliga West, abandonando la liga y desaparece. En 2020 el club es refundado en la Oberliga Westfalen, logrando el ascenso a la Regionalliga West para la temporada 2022/23.

## Palmarés
- Regionalliga West (II): 1

1974
- Amateurliga Westfalen (III): 1

1969 (Ascenso a la Bundesliga (Alemania))
1990
- Regionalliga West/Südwest (III): 1

1997
- Westfalenpokal: 1

1996
- Oberliga Westfalen (IV): 1

2005
- Verbandsliga Westfalen (V): 1

2008

## Jugadores

### Jugadores destacados
- Markus Schupp
- Thorsten Fink
- Jürgen Klopp
- Carlos Babington
- Halil Altintop
- Stefan Emmerling
- Souleyman Sané

## Entrenadores
- Hubert Schieth (1967–1971)[1]
- Karlheinz Feldkamp (1973-1975)
- Helmut Witte (1975–1976)
- Erhard Ahmann (1976–1977)
- Willi Klein (1977)
- Hubert Schieth (1977–1981)
- Klaus Hilpert (1981-1982)
- Fahrudin Jusufi (1982–1985)
- Hans-Werner Moors (1985–1987)
- Gerd Roggensack (1987–1989)
- Hans Bongartz (1990–1994)
- Frank Hartmann (1994)
- Heinz-Josef Koitka (1994)
- Franz-Josef Kneuper (1994)
- Hans-Peter Briegel (1994–1995)
- Peter Vollmann (1996)
- Franz-Josef Tenhagen (1996–1998)
- Hans Bongartz (1998–2004)
- Marcel Witeczek (2004)
- Georg Kreß (2004–2006)
- Frank Wagener (2006)[2]
- Dirk Helmig (2006–2009)[3]
- Thomas Obliers (2009)[4]
- Stefan Blank (2009-2010)[5][6]
- Marek Leśniak (2010)[7]
- André Pawlak (2010-2014)[8][9]
- Christoph Klöpper (2014)[10]
- Farat Toku (2014-2019)[11][12]